# Tadashi Mihara
Tadashi Mihara (jap. 三原 正, Mihara Tadashi; * 30. März 1955 in Gunma, Japan) ist ein ehemaliger japanischer Boxer. Gegen den bis dahin ungeschlagenen US-amerikaner Rocky Fratto (24-0-0) trat er 1981 um die vakante Weltmeisterschaft der WBA im Halbmittelgewicht an und siegte durch Mehrheitsentscheidung.